# Alp 2500
Alp 2500 és la unió de dues estacions d'esquí alpí: La Molina i La Masella, ambdues al terme municipal d'Alp, a la Cerdanya. Es pot participar de les activitats de cada estació per separat o bé de la combinació de les dues amb un forfet comú. L'agrupació va sorgir per fer front a les altres estacions del Pirineu. Les dues estacions, connectades pel Telecabina de la Molina - Alp 2500, formen un gran domini de 145 km de pistes, la segona àrea esquiable amb més quilòmetres de Catalunya darrere de Baqueira Beret amb 167 km.